# Xã Preble, Quận Fillmore, Minnesota
Xã Preble (tiếng Anh: Preble Township) là một xã thuộc quận Fillmore, tiểu bang Minnesota, Hoa Kỳ. Năm 2010, dân số của xã này là 209 người.